# Nguyễn Bá Thanh
Nguyễn Bá Thanh (8 tháng 4 năm 1953 – 13 tháng 2 năm 2015) nguyên là Chủ tịch Ủy ban nhân dân (1997–2003), Bí thư Thành ủy Đà Nẵng (2003–2013) kiêm Chủ tịch Hội đồng nhân dân (2003–2013), Trưởng đoàn Đại biểu Quốc hội Thành phố Đà Nẵng, Ủy viên Ủy ban Tài chính - Ngân sách của Quốc hội. Trong Đảng Cộng sản Việt Nam, ông giữ chức vụ Trưởng ban Nội chính Trung ương từ năm 2013 cho đến khi qua đời năm 2015, Ủy viên Trung ương Đảng khóa X, XI, Phó Trưởng ban chỉ đạo Trung ương về phòng, chống tham nhũng.
Lúc đang tại chức, Nguyễn Bá Thanh nổi tiếng là một nhân vật "không khoan nhượng với tham nhũng", với những tuyên bố gây ấn tượng như "Cho hốt liền, không nói nhiều!" Tuy nhiên, sau khi ông qua đời thì hàng loạt quan chức ngay dưới quyền ông lại bị bắt và khởi tố vì tham nhũng, như hai cựu Chủ tịch UBND TP Đà Nẵng Trần Văn Minh và Văn Hữu Chiến, Phó Chủ tịch Nguyễn Ngọc Tuấn, Chánh Văn phòng Thành ủy Đào Tấn Bằng, Chánh Văn phòng UBND Nguyễn Văn Cán, Phó Chánh Văn phòng Phan Xuân Ít, Giám đốc Sở Tài nguyên – Môi trường Nguyễn Điểu... Đa phần các bị cáo đều khai rằng chủ mưu trong vụ đại án tham nhũng bán đất công cho Phan Văn Anh Vũ chính là Bí thư Nguyễn Bá Thanh.

## Thân thế
Nguyễn Bá Thanh sinh ngày 8 tháng 4 năm 1953, quê ở xã Hòa Tiến, huyện Hòa Vang, Quảng Nam (nay thuộc Đà Nẵng). Ông là thế hệ thứ 14 trong chi tộc Nguyễn Bá ở xã Hòa Tiến. Cha ông tên là Nguyễn Bá Tùng. Mẹ ông là người xinh đẹp trong vùng, lại nhanh nhẹn và tháo vát. Cha mẹ ông sinh được ba người con theo thứ tự là Nguyễn Thị Hoa, Nguyễn Bá Thanh và Nguyễn Bá Bình.
Năm 1954, sau Hiệp định Geneve, cha ông tập kết ra Bắc, mẹ, chị và ông ở lại quê nhà. Cha ông, ông Nguyễn Bá Tùng, sau này hi sinh, được phong liệt sĩ, Anh hùng Lực lượng Vũ trang Nhân dân. Sau đó chị ông mất lúc 10 tuổi vì bệnh cảm sốt do nhà ông nghèo không có tiền cứu chữa.

## Giáo dục
Ông Nguyễn Bá Thanh tốt nghiệp trường Đại học Nông nghiệp Hà Nội (ngày nay là Học viện Nông nghiệp Việt Nam). Sau đó ông học tiếp Tiến sĩ Quản lý kinh tế nông nghiệp. 
Trình độ chính trị: Cao cấp Lý luận chính trị.

## Sự nghiệp
Ông Nguyễn Bá Thanh tham gia Cách mạng từ năm 1964.
Ban đầu học tập tại Trường học sinh miền Nam số 1 Đông Triều, Quảng Ninh. Sau đó khi tốt nghiệp trường Đại học Nông nghiệp Hà Nội, Nguyễn Bá Thanh được phân công về địa phương làm cán bộ nông nghiệp, thăng dần đến Chủ nhiệm Hợp tác xã Hòa Nhơn và được kết nạp vào Đảng Cộng sản Việt Nam ngày 13 tháng 2 năm 1980.
Năm 1996, Nguyễn Bá Thanh được cử giữ chức Chủ tịch Ủy ban nhân dân Thành phố Đà Nẵng đầu tiên sau khi chia tách tỉnh Quảng Nam – Đà Nẵng, và giữ chức vụ này trong 7 năm, qua các đời Bí thư Thành ủy Đà Nẵng là các ông Trương Quang Được, Phan Diễn, Nguyễn Đức Hạt. Năm 2003, ông được bầu vào chức vụ Bí thư Thành ủy Đà Nẵng, thay người tiền nhiệm Nguyễn Đức Hạt được điều động làm Phó Trưởng ban Thường trực Ban Tổ chức Trung ương. Không lâu sau đó, ông cũng được bầu vào chức vụ Chủ tịch Hội đồng nhân dân Thành phố Đà Nẵng.
Ông là đại biểu Quốc hội Việt Nam khoá IX, XI và XII.
Ngày 28 tháng 12 năm 2012, Bộ Chính trị đã ban hành các quyết định về việc thành lập Ban Nội chính Trung ương và Ban Kinh tế Trung ương; các quyết định về chức năng, nhiệm vụ, tổ chức bộ máy của hai ban này. Đồng thời, Bộ Chính trị cũng ban hành Quyết định 655 phân công Nguyễn Bá Thanh, Bí thư Thành ủy Đà Nẵng giữ chức Trưởng ban Nội chính Trung ương.

### Lời khai của gia đình người đứng tên
Trong vụ án Đào Tấn Cường, nguyên Phó Giám đốc Petrolimex Đà Nẵng nhắn tin dọa giết Chủ tịch UBND thành phố Đà Nẵng Huỳnh Đức Thơ, bị cáo Cường đã khai tại tòa rằng mâu thuẫn với Huỳnh Đức Thơ xuất phát từ việc thanh tra khu đất biệt thự L09 trên Bán đảo Sơn Trà mà gia đình đứng tên giúp Nguyễn Bá Thanh.
Trước tòa, Cường khai vợ mình là Lê Thị Ngọc Oanh đã được Nguyễn Bá Thanh nhờ đứng tên giấy chứng nhận quyền sử dụng đất 8.500 m² lô 09 Khu biệt thự Suối Đá, Bán đảo Sơn Trà. "Do lúc ấy anh Thanh còn đương chức, việc anh nhờ đứng tên giúp là một hạnh phúc nên tôi và vợ không ngần ngại khi nhận lời", ông Cường lý giải.
Khi Nguyễn Bá Thanh mất, Cường trả lại lô đất trên cho gia đình ông Thanh bằng cách lập hợp đồng mua bán với em vợ ông Thanh là Lê Hữu Tiến và vợ là Võ Thị Thanh Vân.
Em trai của Cường, Đào Tấn Bằng, nguyên là Chánh Văn phòng Thành ủy Đà Nẵng, hiện cũng đã bị Bộ Công an bắt tạm giam để phục vụ điều tra các vụ án mua bán đất công sản liên quan đến Phan Văn Anh Vũ.

### Điều tra của báoTuổi Trẻ
Lô biệt thự L09 Sơn Trà được cho là "tai tiếng" và ông Nguyễn Thành Tiến, Phó Chánh Văn phòng UBND Thành phố Đà Nẵng, từng tuyên bố rằng thông tin về lô đất biệt thự này là "bí mật".
Theo Báo Tuổi trẻ, tổng diện tích khu đất L09 sau nhiều lần điều chỉnh đã lên đến 12.413 m², và có dấu hiệu ưu ái trong quá trình cấp đất cho bà Lê Thị Ngọc Oanh (chị dâu ông Đào Tấn Bằng, nguyên Phó Chánh Văn phòng UBND Tp Đà Nẵng, nguyên Chánh Văn phòng Thành ủy Đà Nẵng). Giá bán đất xây biệt thự do Sở Tài chính Đà Nẵng đề xuất chỉ là 2,5 triệu đồng/m², còn giá thuê phần đất vườn chỉ là 2 nghìn đồng/m². Nguyễn Bá Thanh, với tư cách là Chủ tịch HĐND Tp Đà Nẵng, đã có ý kiến thống nhất theo đề nghị của Ban Quản lí Dự án tại buổi đi kiểm tra thực tế.
Hai tháng sau khi Nguyễn Bá Thanh qua đời, ngày 25 tháng 4 năm 2015, bà Oanh chuyển nhượng quyền sử dụng toàn bộ đất biệt thự L09 cùng tài sản gắn liền trên đất cho ông Lê Hữu Tiến và vợ là bà Võ Thị Thanh Vân. Ông Tiến là em bà Lê Thị Quý, vợ ông Nguyễn Bá Thanh. Việc chuyển nhượng trên đã được văn phòng đăng ký đất đai quận Sơn Trà xác nhận.

## Vấn đề sức khỏe
Theo giáo sư Phạm Gia Khải, thành viên Ban Chăm sóc Sức khỏe Trung ương, Nguyễn Bá Thanh từng bị viêm gan B, ngoài ra còn bị mắc bệnh áp xe hậu môn từ lâu, cần "thông chỗ bị rò ở hậu môn".
Ngày 10 tháng 9 năm 2014, Đài Á Châu Tự Do theo tin một bác sĩ cho biết ông Thanh đã "bị nhiễm phóng xạ và cần phải ghép tủy", vì vậy phải sang một bệnh viện ở Hoa Kỳ điều trị. Tại bệnh viện của Hoa Kỳ cũng đưa ra kết quả chẩn đoán trùng khớp với chẩn đoán của Bệnh viện C Đà Nẵng là nhiễm độc phóng xạ.
Theo chẩn đoán, ông Thanh bị suy tủy, không sản sinh được hồng cầu và tiểu cầu, trong đó tiểu cầu giảm mạnh nên phải truyền máu liên tục.
Ngày 30 tháng 10 năm 2014, theo thông báo của Phó ban Nội chính Trung ương Nguyễn Doãn Khánh, ông Nguyễn Bá Thanh, mặc dù nằm bệnh viện ở nước ngoài, vẫn điều hành công việc thông qua thư ký và liên lạc qua điện thoại.
Ngày 29 tháng 12 năm 2014, báo Tuổi trẻ đưa tin: Bí thư Thành ủy Đà Nẵng Trần Thọ xác nhận: ông Nguyễn Bá Thanh vẫn sống và đang được chữa bệnh tại Mỹ. Tuy vậy "mấy hôm nay mọi liên lạc với người nhà của ông (hiện đang ở Mỹ) đã không kết nối được".
Ngày 2 tháng 1 năm 2015, một trang blog tên là Chân dung quyền lực thông báo ông Nguyễn Bá Thanh sắp về Việt Nam, và đưa ra chính xác ngày giờ về kèm theo thông tin rằng ông Nguyễn Bá Thanh bị đầu độc phóng xạ. Tin đồn lan tỏa trở nên phổ biến tại Việt Nam.
Sáng 5 tháng 1 năm 2015, gia đình ông Nguyễn Bá Thanh đã thu xếp đưa ông từ Mỹ về Đà Nẵng để dưỡng bệnh. Dự kiến máy bay đưa ông Thanh và con trai ông, Nguyễn Bá Cảnh sẽ về đến Đà Nẵng vào chiều 6 tháng 1 năm 2015. Thành ủy Đà Nẵng đã có cuộc họp với Sở Y tế để chuẩn bị các phương án đón ông Nguyễn Bá Thanh về điều trị. Giám đốc Sở Y tế khẳng định nơi chữa trị cho ông Thanh sẽ là khoa Ung bướu của Bệnh viện Đà Nẵng.
Ngày 6 tháng 1 năm 2015, theo báo Tuổi trẻ, đến 17g ngày 6 tháng 1, máy bay chở ông Nguyễn Bá Thanh vẫn chưa thể cất cánh rời sân bay ở Seattle (Washington) nên chưa thể về Việt Nam theo kế hoạch đã định.. Chuyến bay bị hoãn lại với lý do thời tiết xấu.
Giáo sư Phạm Gia Khải, thành viên Ban Bảo vệ, Chăm sóc Sức khỏe Trung ương, cho biết các chuyên gia sẽ hội chẩn cho ông Nguyễn Bá Thanh vào ngày 8 tháng 1. Phác đồ điều trị cho ông Nguyễn Bá Thanh với bệnh về máu ác tính mà các bác sĩ ở trong nước áp dụng cũng giống như của các bác sĩ Mỹ: tiêu diệt tủy để sau đó tủy tự phát triển lại. Giáo sư Khải cũng khẳng định tin đồn "ông Thanh bị đầu độc" chỉ là xuyên tạc: "Chưa có bằng chứng nào chứng minh ông Thanh bị đầu độc bằng hóa chất hay chất độc. Việc xét nghiệm máu, nước tiểu có thể thấy được bị đầu độc hay không. Bệnh máu ác tính này tuổi nào cũng có thể mắc".
Ngày 6 tháng 1 năm 2015, trả lời phỏng vấn BBC, ông Võ Công Trí, Phó Bí thư Thành ủy Đà Nẵng khẳng định những thông tin ông Thanh bị đầu độc là "không có cơ sở". "Tôi cũng không hiểu lắm vì sao họ đưa ra những thông tin đó vào lúc này. Nhưng cái đó là không có thật, không đủ cơ sở để tin cậy".
Ngày 7 tháng 1 năm 2015, trả lời phỏng vấn BBC, Giáo sư Phạm Gia Khải nhận xét về khả năng phục hồi của ông Nguyễn Bá Thanh: "Tuổi ông đã cao, ngoài 60. Có thể diệt tủy rồi thay tủy, nhưng đối với ông Thanh thì khả năng đó rất khó vì tuổi lớn rồi thì khả năng tủy phục hồi khó lắm".
Ngày 7 tháng 1 năm 2015, Ban Tuyên giáo và Ban Bảo vệ Sức khỏe Trung ương Đảng Cộng sản Việt Nam đã có cuộc trao đổi với báo chí về tình hình bệnh của ông Thanh. Ông Nguyễn Quốc Triệu, Trưởng ban Bảo vệ Sức khỏe Trung ương cho biết: cho đến 7 giờ 28 phút sáng ngày 7 tháng 1 (giờ Việt Nam) thì vẫn chưa có lịch máy bay đưa ông Thanh lên đường về nước. Bác sĩ Bạch Quốc Khánh thông báo bệnh của ông Thanh là hội chứng rối loạn sinh tủy, rất không may mắn là thể này chuyển biến khá nhanh, vì thế các bác sĩ ở Mỹ đã quyết định điều trị hóa chất, tiến tới ghép tủy. Điều trị hóa chất thông thường là hai hoặc ba đợt, ông Thanh đã điều trị ba đợt nghĩa là sức khỏe tốt. Tuy nhiên, do điều kiện ghép tủy chưa đạt nên phải dừng lại và dự định sẽ điều trị nâng cao thể trạng tại Việt Nam. Cũng theo bác sĩ Khánh, nếu được ghép tủy, ông Thanh có thể hết bệnh. Theo giáo sư Phạm Gia Khải, thành viên Ban Sức khỏe Trung ương, "Ông Thanh chưa có triệu chứng nhiễm độc ở bất kỳ bộ phận cơ thể nào thì không thể nói là bị nhiễm độc". Phó ban Tuyên giáo Nguyễn Thế Kỷ
phát biểu: "Căn cứ nào nói (ông Thanh) bị đầu độc? Trên mạng có nhiều thông tin xấu độc, chia rẽ nội bộ, tung tin. Phải sàng lọc thông tin, không thể nghe bất kỳ thông tin nào trên mạng. Hoàn toàn không có chuyện đó".
Tối 9 tháng 1 năm 2015, chuyên cơ y tế chở ông Nguyễn Bá Thanh đã tới sân bay Đà Nẵng. Ông được chuyển tới khoa Ung bướu Bệnh viện Đà Nẵng trong sự chào đón của người dân. Blog Chân dung quyền lực trở nên nổi tiếng kể từ khi loan báo chính xác ngày giờ ông Nguyễn Bá Thanh được chở về Việt Nam ngày 9 tháng 1 năm 2015, trong khi hầu hết giới chức tại Việt Nam, kể cả những người trong Ủy ban Bảo vệ Sức khoẻ của Trung ương cũng như giới lãnh đạo tại Đà Nẵng đều không được biết.
Theo báo chí trong nước đưa tin, ông Thanh được điều trị bằng thuốc cổ truyền Đông y và thuốc gia truyền kết hợp, và đã có thể đi lại nhẹ nhàng trong phòng.
Tuy nhiên, sau khoảng 1 tháng, đến ngày 12 tháng 2 năm 2015, những tin tức chính thức đưa ra là Nguyễn Bá Thanh rơi vào hôn mê, phải thở máy, khối lượng cơ thể chỉ còn khoảng 30 kg. Theo Phạm Gia Khải, một trong các bác sĩ tham gia hội chẩn và điều trị, Nguyễn Bá Thanh đã suy gan nặng, nhiễm nấm khắp cơ thể, ung thư máu do rối loạn sinh tủy, không thể cầm cự lâu được, trừ khi có phép lạ, chưa chắc đã qua được Tết Âm lịch. Sau khi hội chẩn tối 12 tháng 2 cho thấy Nguyễn Bá Thanh còn bị xuất huyết nội tạng, hồng cầu, tiểu cầu giảm và hôn mê hai ngày chưa tỉnh. Trưởng ban Bảo vệ và Chăm sóc Sức khỏe Cán bộ Trung ương Nguyễn Quốc Triệu cũng cho rằng tình hình sức khỏe của ông Nguyễn Bá Thanh nói chung là rất khó khăn, bệnh tình của ông đã đến hồi nguy kịch.

## Qua đời và an táng

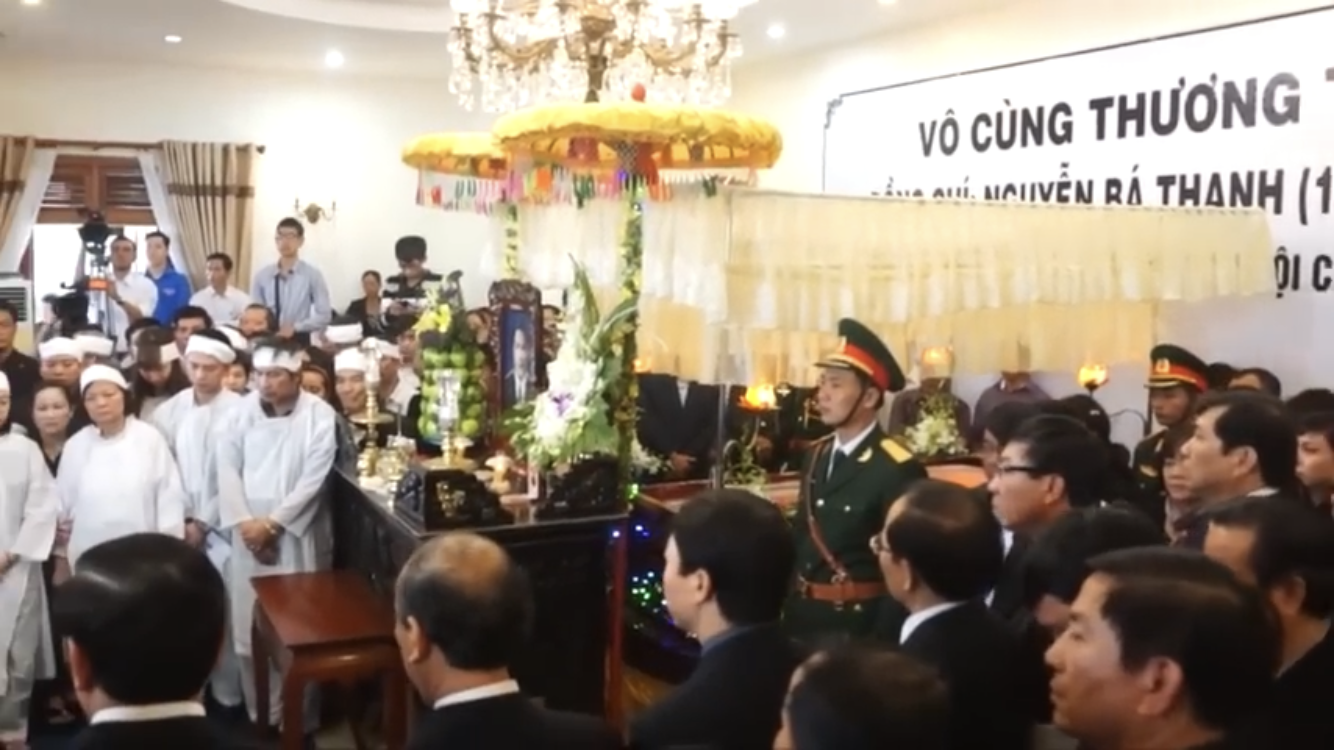
Đám tang Nguyễn Bá Thanh tại nhà

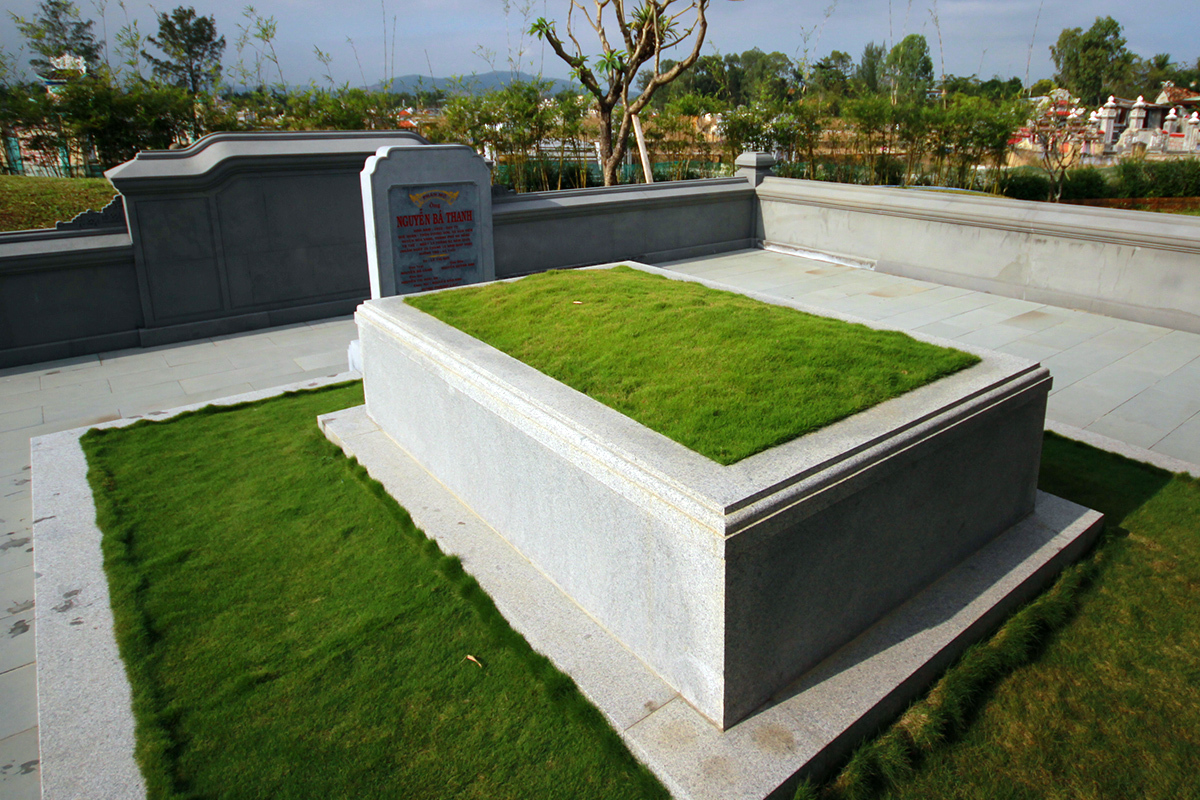
Mộ ông Nguyễn Bá Thanh tại quê nhà Hòa Tiến, Hòa Vang, Đà Nẵng, năm 2016

Đến 13 giờ ngày 13 tháng 2 năm 2015 (nhằm ngày 25 tháng 12 năm Giáp Ngọ), ông Nguyễn Bá Thanh đã trút hơi thở cuối cùng tại nhà riêng, sau khi được đưa từ Bệnh viện Đà Nẵng về nhà, kết thúc hơn nửa năm điều trị bệnh rối loạn sinh tủy ở Singapore, Mỹ và Việt Nam.
Khoảng 12 giờ 40 phút, xe cấp cứu từ Bệnh viện Đà Nẵng đưa ông về nhà riêng để tổ chức tang lễ. Hàng trăm người dân lập tức đổ đến trước cửa nhà.
Trưa ngày 18 tháng 2 năm 2015 (tức ngày 30 tháng 12 năm Giáp Ngọ) ông được an táng ở Nghĩa trang Gia tộc Nguyễn Bá, cạnh mộ cha và ông bà nội của ông (Nghĩa trang Liệt sĩ xã Hòa Tiến, thôn Dương Sơn, xã Hòa Tiến, huyện Hòa Vang, thành phố Đà Nẵng).

## Các giải thưởng và danh hiệu
●  Huân chương Độc lập hạng Nhất (truy tặng năm 2015)
Sáng ngày 3 tháng 10 năm 2016, Thành ủy Đà Nẵng cho biết đã thống nhất đề nghị Chủ tịch Nước Cộng hòa Xã hội Chủ nghĩa Việt Nam truy tặng danh hiệu Anh hùng Lao động cho ông Nguyễn Bá Thanh.

## Nhận xét và đánh giá
Tại Đà Nẵng, rất nhiều người dân mến mộ ông Nguyễn Bá Thanh vì ông đã phát triển thành phố Đà Nẵng, nhưng cũng có người tố cáo ông tham nhũng nặng nề.
Theo phóng viên Ian Timberlake của hãng thông tấn AFP, ông Thanh tuy bị xem là một "nhà độc tài" nhưng lại có tài trong một đất nước nghẹt thở vì tệ nạn quan liêu: ông có thể làm cho mọi thứ thực hiện được. Dưới sự lãnh đạo của ông, Đà Nẵng được xếp loại thành phố thông thoáng và thuận lợi cho kinh doanh hàng đầu của Việt Nam.
Trả lời phỏng vấn RFI ngày 7 tháng 1 năm 2015, nhà báo Trần Ngọc Tuấn, Trưởng Văn phòng Đại diện báo Tiền Phong tại Đà Nẵng, cho biết: "Ông Thanh đã dạy cho chúng tôi, những nhà báo, là phải thế nào. Chúng tôi đã nhìn một con người như vậy, để hãy sống trọn đời bằng một niềm tin, một ước mơ. Mặc dù, như khi ta bị cấm khẩu, không thể cất lời nói được, vì bị một độc tố hay nguyên nhân gì đó, thì chúng ta cũng phải bằng hình ảnh để nói lên được điều này: đó là phải vươn lên".
Nhà báo Hoàng Hải Vân, từng công tác ở báo Thanh Niên, cho rằng việc Nguyễn Bá Thanh nắm quyền lực vô tiền khoáng hậu của một ông vua cát cứ Đà Nẵng, thể hiện qua câu đồng dao "Trời của Thanh đất của Thanh, con chim trên cành của Hoàng Tuấn Anh" đã khiến Bộ máy Đảng và Chính quyền Đà Nẵng bị các nhóm lợi ích chi phối, khống chế, tạo thành một khối ung nhọt. Tuy Nguyễn Bá Thanh đã chết, nhưng các nhóm lợi ích này vẫn tồn tại, cũng như những di hại mà ông ta đã để lại cho Đà Nẵng.

## Các phát ngôn
- Đối thoại với gần 200 thanh thiếu niên có hành vi tiêu cực, vi phạm pháp luật được cho đi tham quan Trại giam Hòa Sơn (huyện Hòa Vang) vào ngày 12 tháng 7 năm 2012, Bí thư Thành ủy Nguyễn Bá Thanh cho rằng:

| “ | Làm người phải có lòng tự trọng, cái gì không thuộc về mình thì đừng lấy, đói quá thì đi xin. | ” |

- Tại Hội nghị Quản lí đầu tư Xây dựng cơ bản từ nguồn ngân sách Nhà nước do Ủy ban nhân dân thành phố Đà Nẵng tổ chức ngày 10 tháng 1 năm 2013, ông đã nói về tham nhũng:

| “ | Không ít cán bộ có cái thói vừa ăn vừa phá, phá tàn canh nền kinh tế. | ” |

| “ | Sắp tới tôi sẽ rà soát một số cái, cho hốt liền, không nói nhiều. | ” |

- Tại buổi làm việc với ngành Văn hóa Thể thao Du lịch thành phố Đà Nẵng ngày 11 tháng 1 năm 2013, ông phát biểu:

| “ | Tôi muốn nghe ý kiến cơ sở, nhưng lại chỉ nghe các đồng chí xin tiền ngân sách. | ” |

## Gia đình
- Cha: Nguyễn Bá Tùng
- Mẹ: Không rõ tên
- Chị gái: Nguyễn Thị Hoa
- Em trai: Nguyễn Bá Bình[20]
- Vợ: Lê Thị Quý
- Con trai: Nguyễn Bá Cảnh sinh năm 1983 (từng là Bí thư Thành đoàn kiêm Chủ tịch Hội Sinh viên thành phố Đà Nẵng). Đầu tháng 8 năm 2014, Nguyễn Bá Cảnh, Thạc sĩ ngành Quản lí công, Cao cấp Lí luận Chính trị, được bổ nhiệm vào Ban Chấp hành Đảng bộ Thành phố Đà Nẵng.[82] Ngày 16 tháng 8 năm 2017 được bổ nhiệm giữ chức Phó Trưởng ban thường trực Ban Dân vận Thành ủy Đà Nẵng.[83] Ngày 14 tháng 5 năm 2019 Ban Bí thư quyết định thi hành kỷ luật Nguyễn Bá Cảnh bằng hình thức cách tất cả các chức vụ trong Đảng. Cảnh đã sống chung với người khác như vợ chồng và có con riêng khi đang có vợ trong thời gian hôn nhân hợp pháp, vi phạm Luật hôn nhân và gia đình và quy định số 47–QĐ/TW ngày 1 tháng 11 năm 2011 của Ban Chấp hành Trung ương Đảng về những điều đảng viên không được làm.[84]
- Con gái: Nguyễn Thị Hoài An.[85][86]